# Distretto di Sajncagaan
Il distretto di Sajncagaan è uno dei quindici distretti (sum) in cui è suddivisa la provincia del Dundgov', in Mongolia. Conta una popolazione di 13.703 abitanti (censimento 2007). 